# Le Monde des Winx
Winx Club
Le Monde des Winx (ou World Of Winx dans la version originale) est une série télévisée d'animation italienne et une série dérivée de Winx Club. La série a été créée par Iginio Straffi. Vingt-six épisodes ont été produits en deux saisons en tant que série originale Netflix à l'international et sur Rai Gulp en Italie. La première saison a été diffusée le 4 novembre 2016 sur Netflix et le 5 septembre 2018 sur Gulli.

## Synopsis
En tant que chercheuses de talent pour le spectacle « WOW ! », les Winx vont sur la Terre pour trouver des Garçons et des Filles à travers le Monde détenant un talent naturel et un rêve à réaliser (dans différents domaines : le chant, la danse, la technologie, la musique, l’art, etc.). Elles se déplacent de villes en villes et doivent faire attention de cacher leurs identités de fées, dans une mission plus dangereuse que jamais : les Winx doivent capturer le Voleur de Talent, un être mystérieusement puissant qui, pour des raisons inconnues, a déjà enlevé certains enfants de talents et va le refaire aujourd’hui. Les Winx doivent donc agir en infiltration pour sauver les talents en danger. Investigations, espionnage vont conduire les Winx à travailler comme journalistes, serveuses, ou encore gardiennes de Chiens. Jusqu’à ce qu’elles trouvent le repaire de ce mystérieux nouvel ennemi. Cette île n’est d’autre que le Pays Imaginaire, gouverné par une Reine cruelle, qui était autrefois une petite fée : la Fée Clochette. Maintenant que Peter Pan est grand, et loin, la Fée qui a bien grandi est maintenant prête pour prendre sa revanche contre lui car celui-ci l'a trahi. Elle capture les enfants ayant un talent du Monde entier pour créer sa cour d’Enfants Perdus et d'acquérir les dons de ces derniers (chant, pouvoirs, capacité de combat, etc.).

## Personnages

### Les Fées
Les personnages principaux sont les Winx, six fées gardiennes du bien, qui vont de nouveau retourner sur Terre pour une mission Wow !
- Bloom : Fée de la Flamme du Dragon.
- Stella : Fée de la Lune et du Soleil.
- Musa : Fée de la Musique.
- Flora : Fée de la Nature.
- Tecna : Fée de la Technologie.
- Layla : Fée des Fluides.

### Autres personnages récurrents
- Ace : Le présentateur de l'émission Wow. Il a des cheveux gris avec des rayons blancs. Il s'efforce toujours d'être positif et enthousiaste quand il est à la caméra, mais hors écran, il perd patience car les Winx disparaissent régulièrement du spectacle et échappent aux drones-caméra de son spectacle. Il est particulièrement agacé par Bloom.
- Lorelei : Dénicheuse de talent qui remplace Bloom après son licenciement. Elle aime être le centre d'attention. Elle et Stella ne s'entendent pas.
- Margot : Juge de Wow! Elle n'aime pas tous les actes présentés et vote toujours contre eux. Elle a un chien appelé Puff qui est assis sur ses genoux.
- Cliff : Juge de Wow! Il a tendance à être optimiste et à voter pour conserver les perspectives de talent pour les finales.
- Gomez : Détective policier, il aime être amical envers son partenaire, pensant souvent à leurs aventures comme des situations de rencontres, mais ne comprend pas pourquoi Evans et les femmes détectives en général sont si sérieuses. Tous les deux enquêtent sur la disparition d'Anabelle.
- Evans : Détective policier, elle est assez sérieuse et se fâche contre l'attitude et l'incompétence de Gomez. Tous les deux enquêtent sur la disparition d'Anabelle.
- Roxy : Fée des animaux et amie des Winx. Elle est accompagnée d'Artu (nommé Arthur dans la V.F). Elle est la gérante du Frutti Music Bar.
- Smee : Il apparaît pour la première fois dans l'épisode 10, "Dangerous Waters"; comme assistant du Wow!  À la fin de la saison 1, il est révélé qu'il est Monsieur Mouche de Peter Pan et qu'il s'est joint de nouveau au capitaine Hook.
- Jim : Un homme insaisissable aux cheveux violet foncé, que Bloom et Roxy ont essayé de chasser au début de la série, soupçonné d'être le ravisseur d'Annabelle. Il a la capacité de devenir invisible. Il travaille plus tard avec Bloom pour essayer de sauver Annabelle. À la fin de la saison 1, il est révélé qu'il est le Capitaine Crochet de Peter Pan, et qu'il a été rajeuni par la magie de la Reine (Tinker Bell). Il a l'intention de reprendre Neverland.

### Les antagonistes
De nouveaux antagonistes apparaissent :
- Clochette / Reine Cruelle (du nom de Tinkerbell dans la V.O) : Une fée maléfique du monde des rêves. Elle manipule les créatures des ombres pour kidnapper les jeunes de la Terre afin de voler leurs talents. Elle utilise la voix d'Annabelle quand elle rencontre Bloom et Jim, mais plus tard, elle vole les pouvoirs de Bloom pour se battre contre les autres Winx. Après avoir été vaincue lors de la finale de la saison 1, il est révélé qu'elle est la Fée Clochette de Peter Pan.
- L'Homme-Crocodile (appelé The Crocodile Man dans la V.O) : L'un des Serviteurs de la Reine. Il apparaît pour la première fois dans les épisodes de la ville de New York, mais revient plus tard lorsque la Reine l'appelle à aller après Jim et les Winx. Il est basé sur le crocodile dans Peter Pan.
- Le Chaman (dénommé The Shaman dans la V.O) : L'un des Serviteurs, il est un artiste martial qui travaille pour la Reine à kidnapper les perspectives de talent. Il utilise une série de pierres qui lui donnent des pouvoirs spéciaux ou encore lui permettant de disparaître dans une bouffée de fumée.

## Distribution
- Studio d'enregistrement : C YOU SOON
  - Adaptation française : Fabrice Benard (Saison 1) Séverine Bordier (Saison 2)
  - Direction artistique : Alexandra Corréa
  - Mixage : Yves Bradfer
- Bloom : Carole Baillien
- Flora : Alice Ley
- Stella : Esther Aflalo
- Musa : Mélanie Dermont
- Tecna : Tania Garbarski
- Layla : Delphine Moriau
- Roxy : Audrey d'Hulstère
- Annabelle : Sophie Frison
- Sophie : Micheline Tziamalis
- Lily la Tigresse : Hélène van Dyck
- Ace : Nicolas Matthys
- Naoki : Thibaut Delmotte
- Narratrice : Alexandra Corréa
- Lorelei : Élisabeth Guinand
- Margot : Angélique Leuleux
- Matt : Alexis Flamant
- Gomez : Antoni Lo Presti
- Silke : Julie Basecqz
- Cliff : Olivier Prémel
- Matt : Alexis Flamant
- Queen : Maia Baran
- Jim : Steve Driesen
- Sebastian : Maxime Donnay
- Venomya : Sandrine Henry
- Shaman : Pierre Bodson
- World Of Spirit : Valérie Muzzi
- Smee : Tony Beck

## Production
(février 2021).
Le contenu est difficilement compréhensible vu les erreurs de traduction, qui sont peut-être dues à l'utilisation d'un logiciel de traduction automatique.
En septembre 2014, dans le cadre de ses efforts visant à augmenter la programmation pour enfants, il fut annoncé que Netflix avait commandé à Rainbow Studios deux saisons de World of Winx, chacune comprenant 13 épisodes de 22 minutes. La prémisse du spectacle est que « les filles s'embarquent dans un voyage dans le monde entier à la recherche d'enfants talentueux dans l'art, les sports, la musique et la science ». Netflix à l'époque avait déjà un pacte avec Rainbow pour montrer certaines des saisons de Winx Club, ses films et d'autres spectacles Rainbow tels que Mia and Me ou encore Regal Academy. Ils diffusent actuellement Maggie & Bianca : Fashion Friends.
Une diffusion sur Gulli a commencé à partir du 5 septembre 2018. Les DVD sortiront chez l'éditeur Citel.

## Chanteuses de la série
- Ambre Grouwels : Chanteuse de : Une Fashion Victime, Dreamix, Onyrix (avec Nathalie Delattre), Tu es toujours le seul, Hey Hey on est magiques (avec Nathalie Delattre).
- Nathalie Delattre : Chanteuse de : Me Voici, Dreamix (avec Ambre Grouwels), Je résisterai. C'est elle aussi qui fait les backvocals dans les chansons.
- Stéphanie Vondenhoff : Chanteuse principale dans le Monde Des Winx : Étincelles de Lumière, Le Monde Merveilleux des Winx, T’éclater de Joie, Tellement mieux que d'être seules et Prépare-toi pour le show.
- Mélanie Dermont : Elle chante la chanson de Musa (Rocker en ville ce soir) et celle de Bloom (Ces ailes sont à nous).

## Épisodes

### Saison 1 (2016)
La saison 1 est disponible sur Netflix depuis le 4 novembre 2016. La bande annonce est en ligne sur Netflix.
1. Le Voleur de talents : Le voleur de talents échappe de justesse aux Winx qui choisissent Annabelle, une jeune serveuse à la voix incroyable comme première participante à l'émission WOW.
2. Nouveaux Pouvoirs : Bloom fait un cauchemar où Annabelle est prisonnière d'une forêt magique. Elle se fait passer pour malade avec Tecna et Flora afin de retrouver la chanteuse.
3. La Légende de l'Homme-Crocodile : Éjectées de la forêt magique, les Winx cherchent à sauver de jeunes talents, en commençant par Naoki, un jeune garçon de New York pourchassé par un crocodile géant.
4. Un monstre sous la ville : Tandis que l'Homme-Crocodile recherche activement le jeune Naoki rallié aux Winx, celles-ci cherchent un moyen d'attirer le monstre avec l'étrange montre qu'il a laissé derrière-lui.
5. À la Recherche de la nouvelle styliste : Après avoir senti que l'homme-crocodile allait agir, les Winx ont une vision de Sophie, une styliste talentueuse à Paris, à qui elles doivent porter secours.
6. Top Modèle : Ace s'inquiète pour l'émission. Alors que la vraie Sophie languit dans le monde des rêves, les Winx s'invitent à un défilé pour découvrir qui a pris sa place, mais une jeune fille appelée Nadine, amie de Sophie, est en danger.
7. Le Concours des chefs : Bloom se rend chez Annabelle pour retrouver la mystérieuse montre alors que sa remplaçante, Lorelei, tente de se fondre parmi les autres Winx.
8. Le Chaman : La police interroge Bloom au sujet d'Annabelle, et les Winx se rendent en Chine retrouver Yu, une championne de kung-fu.
9. Rêves en miettes : Les Winx forcent le chaman à révéler qui se cache derrière les enlèvements liés au monde des rêves puis partent à Londres secourir Madeline, une jeune pianiste.
10. Eaux Dangereuses : La Reine ensorcelle Ace alors que les Winx cherchent de nouveaux talents en Californie. Bloom et Roxy tentent de récupérer la montre en possession des détectives.
11. Des Ombres dans la neige : Bloom accepte de faire confiance au mystérieux Jim et d'aller voir l'Horloger en Suisse. Les chasseuses de talents découvrent Silka, une « brillante » surfeuse des neiges.
12. L'Horloger : Les monstres pirates de la Reine attaquent Bloom, Jim et les détectives devant la tour de l'Horloger, tandis que les Winx découvrent le vrai talent de Silka.
13. La Chute de la reine : Alors que la finale de l'émission est sur le point de commencer, les Winx sont prêtes à engager le combat final face à la Reine et ses sous-fifres dans le monde des rêves avec l'aide de Bloom et de Jim.

### Saison 2 (2017)
La saison 2 est disponible sur Netflix depuis le 16 juin 2017. La bande annonce est en ligne sur Netflix.
1. Le Pays Imaginaire  : Chargées de sauver le Monde des rêves, les Winx se mesurent aux démons de la Reine et en apprennent davantage sur son royaume.
2. Le fils de Peter Pan  : Alors que les Winx recherchent le fils de Peter Pan à Londres, leurs efforts sont sapés par un ennemi que la Reine a créé pour traquer Bloom et exploiter ses faiblesses.
3. L'Homme Alligator  : L'équipe se sépare pour remplir sa mission : un groupe se rend dans le Monde des rêves pour venir en aide à Jim et l'autre part à la recherche de Matt à Paris.
4. Des sirènes sur Terre  : Musa affronte son double maléfique à Notre-Dame, puis l'équipe se réunit pour capturer trois sirènes qui se sont échappées et mettent Paris sens dessus dessous.
5. Frissons à l'école de stylisme  : Stella se retrouve face à l'ennemi en épiant Matt à l'école de mode. Les autres Winx s'empressent de libérer les pirates des pièges d'ombre de la Reine.
6. La Fille des rêves  : Musa, Flora et Bloom neutralisent des monstres et une énergie négative dans la forêt de la Reine. Les autres Winx poursuivent le ravisseur de Matt sur les toits de Paris.
7. La plus belle des fleurs  : Flora utilise ses pouvoirs de la nature pour retrouver Matt sur les pentes neigeuses de Suisse, ignorant que la Reine a créé un monstre de pierre pour la détruire.
8. Lily la Tigresse  : Alors que les visions de Lily présentent Matt comme un héros, Layla peine à en faire un guerrier. Pourtant, il devra bientôt se mesurer aux monstres de la Reine.
9. Un héros va venir  : Après un combat avec le double de Layla, les Winx retrouvent Matt et Wendy et vont ensuite chercher incognito l'épée de Peter Pan chez un collectionneur d'art.
10. Piège technomagique  : Tecna lutte avec son double maléfique dans la chambre forte. Armé de l'épée de son père, Matt, transformé, retrouve les Winx et Jim dans le Monde des rêves.
11. La revanche de Jim  : Alors que les Winx font face à un séisme, Jim, Matt et l'armée des pirates cherchent à repousser les créatures de l'ombre et à percer le mur de la Reine.
12. Vieux amis et nouveaux ennemis  : Trahi par Jim, Matt tente de fuir en bateau, mais les sirènes lui bloquent la route. Sur Terre, les Winx bannies livrent bataille à l'armée de pirates de Jim.
13. La Fée Clochette est de retour  : Les Winx se joignent à Matt et à la Reine repentante dans un affrontement épique avec Jim, avant de découvrir qu'un vieil ennemi a pris une nouvelle identité.

## Distribution internationale
| Pays                       | Titre                                | Chaîne                               | Diffusion (saison 1)                               | Diffusion (saison 2)   |
| -------------------------- | ------------------------------------ | ------------------------------------ | -------------------------------------------------- | ---------------------- |
| Italie                     | World of Winx                        | Rai Gulp                             | 28 janvier 2017                                    | 18 juin 2017           |
| États-Unis                 | World of Winx                        | Netflix                              | Netflix : 4 novembre 2016                          | Netflix : 16 juin 2017 |
| France                     | Le Monde des Winx                    | Netflix / Gulli                      | Netflix : 4 novembre 2016 Gulli : 5 septembre 2018 | Netflix : 16 juin 2017 |
| Allemagne                  | Die Welt der Winx                    | Netflix / Disney Channel (Allemagne) | Netflix : 4 novembre 2016                          | Netflix : 16 juin 2017 |
| Royaume-Uni                | World of Winx                        | Netflix                              | Netflix : 4 novembre 2016                          | Netflix : 16 juin 2017 |
| Suède                      | Winx-Värld                           | Netflix                              | Netflix : 4 novembre 2016                          | Netflix : 16 juin 2017 |
| Ligue arabe                | عالم وينكس                           | Netflix                              | Netflix : 4 novembre 2016                          | Netflix : 16 juin 2017 |
| Pays-Bas                   | World of Winx                        | Netflix / Nickelodeon                | Netflix : 4 novembre 2016                          | Netflix : 16 juin 2017 |
| Brésil                     | World of Winx                        | Netflix / TV Cultura                 | Netflix : 4 novembre 2016                          | Netflix : 16 juin 2017 |
| Corée du Sud               | 윙스 월드                            | Netflix                              | Netflix : 4 novembre 2016                          | Netflix : 16 juin 2017 |
| Japon                      | ワ ー ル ド · オ ブ · ウ ィ ン ク ス | Netflix                              | Netflix : 4 novembre 2016                          | Netflix : 16 juin 2017 |
| Norvège                    | Winx-Verden                          | Netflix                              | Netflix : 4 novembre 2016                          | Netflix : 16 juin 2017 |
| Venezuela (Espagnol Latin) | El Mundo de las Winx                 | Netflix                              | Netflix : 4 novembre 2016                          | Netflix : 16 juin 2017 |
| Chine                      | 魔法 的 世界                         | Netflix                              | Netflix : 4 novembre 2016                          | Netflix : 16 juin 2017 |
| Finlande                   | Winxien Maailma                      | Netflix                              | Netflix : 4 novembre 2016                          | Netflix : 16 juin 2017 |
| Danemark                   | Winx-Verden                          | Netflix                              | Netflix : 4 novembre 2016                          | Netflix : 16 juin 2017 |
| Islande                    | World of Winx                        | Netflix                              | 15 septembre 2017                                  | 15 septembre 2017      |
| Turquie                    | Winx Dünyası                         | SÇocuk                               | 4 septembre 2017                                   | 1er mai 2018           |
| Israël                     | Xעולם הווינ                          | ZOOM                                 | 2 avril 2017                                       | 4 mars 2018            |
| Russie                     | Мир Винкс                            | Carousel                             | 16 mai 2017                                        | 1er février 2018       |
| Grèce                      | Κόσμος του Winx                      | Nickelodeon (musiques en anglais)    | 1er octobre 2017                                   | 26 février 2018        |
| Ukraine                    | Світ Винкс                           | TET Voice-Over (Musiques en anglais) | 15 octobre 2017                                    | 18 novembre 2018       |
| République tchèque         | Svět Winxu                           | TUTY TV (Musiques en Anglais)        | 16 mars 2018                                       | 7 avril 2018           |
| Espagne (Castillan)        | El Mundo de las Winx                 | Netflix                              | 10 février 2018                                    | 15 juillet 2018        |
| Portugal                   | O Mundo das Winx                     | Netflix                              | 12 février 2018                                    | 20 juillet 2018        |
| Portugal                   | O Mundo das Winx                     | Biggs                                | 4 juin 2018                                        | 5 juillet 2018         |
| Pologne                    | Świat Winx                           | Netflix                              | 11 avril 2018                                      | 2 mai 2018             |
| Mongolie                   | World of Winx                        | Dream TV (Musiques en anglais)       | 9 avril 2019                                       | 27 avril 2019          |